# Parque Almagro

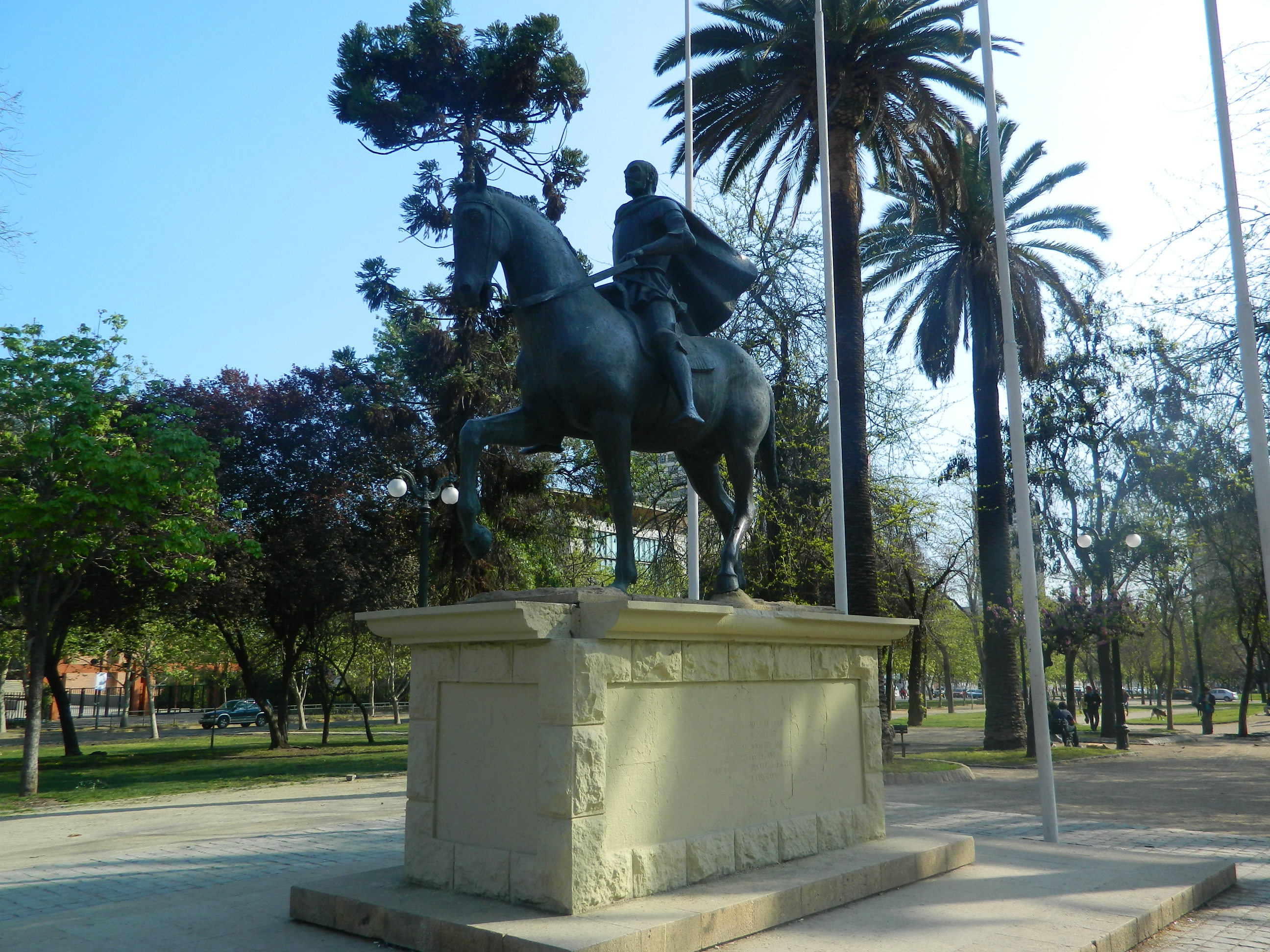
Estatua de Diego de Almagro, que le da nombre al parque.

El parque Almagro está ubicado en la comuna y ciudad de Santiago, entre las calles San Ignacio y San Diego, y por las calles Santa Isabel y Mencia de los Nidos. Es donde termina el paseo Bulnes.
Se encuentra entre dos Monumentos Nacionales: el Palacio Cousiño al poniente y la iglesia de los Sacramentinos al oriente.
A los costados de este parque se encuentran los campus de la Universidad Central de Chile.

## Historia
Cuando la ciudad sobrepasó la Cañada hacia el sur, comenzaron lentamente a surgir diversas edificaciones y a delinearse sus calles.
A mediados del siglo XVII en el camino que iba hacia el sur, los Franciscanos levantaron la Iglesia de San Diego, y la calle adquirió el mismo nombre. Fue una vía de gran movimiento por la que continuamente transitaban arreos de mulas cargadas con mercaderías y viajeros a pie o a caballo. A unas pocas cuadras de la Cañada hacia el sur, existía un lugar deshabitado y abierto que invitaba a ser usado por los viajeros como un lugar de paradero y descanso antes de entrar a la ciudad, actual Parque Almagro.
También durante el siglo XVII, más al oriente de la Cañada, fue construida otra capilla. De esta manera, se dio origen a una nueva vía llamada por los vecinos "San Diego El Nuevo", que actualmente corresponde a la calle Arturo Prat.
A fines del siglo XVIII, se abrió una calle intermedia entre San Francisco y "San Diego El Nuevo" (Arturo Prat). Este callejón estrecho fue poblado lentamente y comenzó a ser llamado "Calle Angosta", actual calle Serrano.
En las proximidades del "Conventillo" de los Franciscanos -casa religiosa del campo de esa orden- existía una extensa pampa que pertenecía al Almirante Manuel Blanco Encalada y que fue comprada por el Cabildo de Santiago en 1828, formándose ahí la llamada Alameda de los monos o Cañada del Conventillo.
A principios del siglo XX en el sector se emplazó una plaza de abasto, donde eran vendidos productos del sur del país.
La creación del Parque Almagro como tal fue establecida mediante la Ley 8412 del 9 de febrero de 1946, estableciéndose en las décadas siguientes las diferentes expropiaciones para su construcción, y finalmente fue inaugurado en 1983.

## Tramos
Primer tramo
Entre las calles Mensía de los Nidos (ex Lacunza) (por el norte), Lord Cochrane (por el este), Santa Isabel (por el sur) y San Ignacio (por el oeste)
- Puntos de interés:
  - Palacio Cousiño
  - Campus Gonzalo Hernández Uribe (ex Almagro Norte) de la Universidad Central de Chile.

Segundo tramo
Entre las calles Mensía de los Nidos (por el norte), Nataniel Cox (por el este), Santa Isabel (por el sur) y Lord Cochrane (por el oeste).
- Puntos de interés: 
  - Centro de Extensión Hugo Gálvez Gajardo de la Universidad Central de Chile.

Tercer tramo
Entre las calles Mensía de los Nidos (por el norte), San Diego (por el este), Santa Isabel (por el sur) y Nataniel Cox (por el oeste).
- Puntos de interés:
  - Iglesia de los Sacramentinos.
  - Paseo Bulnes.
  - Instituto Nacional de Estadísticas
  - Monumentos a Pedro Aguirre Cerda, Diego de Almagro y a Luis Emilio Recabarren.
  - Campus Vicente Kovacevic (I y II) y Centro Deportivo de la Universidad Central de Chile.
  - Estación Parque Almagro de la Línea 3 del Metro de Santiago.
  - Plaza de libros Carlos Pezoa Véliz
  - Juegos Diana